# Ocean Tetida
Ocean Tetida (grško Τηθύς) je ocean, ki je bil med celinama Gondvano in Lavrazijo v mezozoiku pred nastankom Indijskega in Atlantskega oceana v kredi.
Ime izhaja iz grške mitologije, Tetida je bila sestra in žena Okeana in mati velikih rek, jezer in svetovnih fontan ter morskih nimf Okeanid.

## Sodobna teorija
V triasu, pred približno 250 milijoni let, se je začel oblikovati nov ocean v južnem delu oceana Paleotetida. Razkol je nastal vzdolž severnega epikontinentalnega pasu južne Pangee (Gondvane). V naslednjih 60 milijonih let je kos plošče, znane kot Kimerija, potoval proti severu, pri čemer je potiskal dno oceana Paleotetida pod vzhodni del severne Pangee (Lavrazija). Morje Tetida je nastalo med Kimerijo in Gondvano, neposredno nad tem, kar je bila nekoč Paleotetida.
V juri (pred 150 milijoni let) je Kimerija končno trčila v Lavrazijo. Tam je zastala, oceansko dno se je upognilo pod njo in ustvarilo Tetidski jarek. Vodostaj se je dvignil in zahodni del oceana Tetida je plitvo zajel pomembne dele Evrope ter ustvaril (prvo) manjše morje Tetida. Približno v istem času sta Lavrazija in Gondvana začeli drseti narazen in odpirati prostor za večanje ocena Tetida med njima, kar je danes del Atlantskega oceana med Sredozemljem in Karibi. Ko sta se Severna in Južna Amerika še vedno držali preostalega dela Lavrazije in Gondvane, je ocean Tetida na najširšem delu neprekinjeno tekel v pasu okoli Zemlje med okoli 30° severne zemljepisne širine in ekvatorjem. Oceanski tokovi so v tistem času, v zgodnji kredi, tekli povsem drugače kot danes.
Med juro in pozno kredo (ki se je začela pred okoli 100 milijoni let) je Gondvana začela razpadati, potiskala Afriko in Indijo na sever čez Tetido in odpirala Indijski ocean. Ker so te zemeljske mase pritiskale na ocean Tetida z vseh strani, posebej do poznega miocena (pred 15 milijoni let), se je še naprej zmanjševal in postal (drugo) manjše morje Tetida. V kenozoiku je svetovna morska gladina upadla za več sto metrov od svojega prejšnjega nivoja in končno se je tudi povezava med Atlantikom in Tetido zaprla nekje na današnjem Bližnjem vzhodu.
Danes Indija, Pakistan, Indonezija in Indijski ocean pokrivajo območje, ki ga je nekoč pokrival ocean Tetida, Turčija, Irak in Tibet pa ležijo na Kimeriji. Kar je bilo nekoč zahodna veja morja Tetida, je prednik današnjega Sredozemskega morja. Drugi ostanki so Črno morje in Kaspijsko ter Aralsko jezero (prek nekdanje celinske veje, znane kot Paratetida). Večina plasti oceana Tetida je izginila pod Kimerijo in Lavrazijo. Geologi, kot je Eduard Suess, so našli fosile morskih bitij v skalah Himalaje, kar kaže, da so bile skale pod vodo, preden se je indijski epikontinentalni pas, ki je začel potiskati navzgor, zaletel v Kimerijo. Podobne geološke dokaze je mogoče videti v alpidski orogenezi Evrope, ko je gibanje afriške plošče ustvarilo Alpe. Grčija in Levant sta tudi obdržala mnogo enot apnenca in drugih sedimentnih kamnin različnih sestojev, odloženih v oceanu Tetida.
Paleontologi menijo, da je ocean Tetida še posebej pomemben zato, ker je bilo v tem času veliko morskih polic okoli oceanov po svetu. Morski, močvirski in estuarijski fosili s teh polic so za paleontologe izredno zanimivi. Solnhofenski apnenec na Bavarskem, ki je bil nekoč blato z obalne lagune oceana Tetida, je dal znameniti fosil praptiča (Archaeopteryx).

## Zgodovinska teorija
Leta 1885 je Neumayr obstoj oceana Tetida razlagal s pomočjo mezozojskih morskih sedimentov in njihove razporeditve. Svoj koncept je imenoval Zentrales Mittlemeer in ga opisival kot jursko morsko pot, ki se je raztezala od Karibov do Himalaje. Edward Suess je bil prvi, ki je dokazal obstoj tega starodavnega in izginulega morja. Leta 1893 je Suess na podlagi fosilnih zapisov iz Alp in Afrike predlagal teorijo o obstoju notranjega morja med Lavrazijo in celinami, iz katerih je nastala Gondvana II. Morje je imenoval Tetida. V Zemljinem življenju sta bili takrat dve celini združeni v enoten superkontinent, imenovan Gondvana III ali Pangea. Suess je svojo teorijo o Tetidi opisal v štirih zvezkih knjige Obličje Zemlje (Das Antlitz der Erde). Ko je postala teorija o tektoniki plošč leta 1960 dejstvo, je postalo jasno, da je Suessovo "morje" dejansko bilo ocean. Zaradi  tektonike plošč je prvotni ocean izginil. Plošče v teoriji tektonike lahko oceansko skorjo porinejo pod celinsko (kontinentalno) skorjo.

## Izrazi in razdelitev
Kot vsaka znanost tudi geologija nenehno razvija sistem teorij in izrazi, ki so se uporabljali za opisovanje različnih prazgodovinskih oblik, so se spreminjali z vedno natančnejšimi teorijami. Veliko virov na primer uporablja izraz "ocean Tetida", ko se sklicujejo na "morje Tetida" in nasprotno. Nekateri se celo napačno sklicujejo na naraščanje Atlantskega oceana med juro kot na morje Tetida.
Zahodni del oceana Tetida se imenuje Morje Tetida, Zahodni ocean Tetida ali Alpski ocean Tetida – Paratetida. Vendar pa "Zahodna Tetida" ni bil le en sam odprt ocean. Zajel je mnogo majhnih plošč, krednih otoških lokov in mikrokontinentov. Veliko majhnih oceanskih kotlin (ocean Valais, Piemontsko-ligurski ocean, ocean Meliata) je bilo med seboj ločenih s celinskimi deli na alboranski, iberski in apulijski plošči. Visoka gladina morja v mezozoiku je poplavljala večino teh celinskih območij, ki so sestavljala plitvo morje.
V oligocenu je bil velik del srednje in vzhodne Evrope zajet v severni veji oceana Tetida, imenovan Paratetida. V obdobju alpidske orogeneze je bila Paratetida ločena od Tetide s  Karpati, Dinaridi, gorovji Taurus in Elbus. Postopoma je izginil v poznem miocenu, ko je postalo osamljeno celinsko morje.
Vzhodni del oceana Tetida včasih imenujejo Vzhodna Tetida.
Ko so se izboljšale teorije, so znanstveniki podaljšali ime "Tetida",  sklicevali so se na podobne oceane, ki so bili pred tem. Ocean Paleotetida je obstajal od silurja (pred 440 milijoni let) v jursko obdobje (pozneje Kimerska plošča). Pred tem je ocean Prototetida obstajal od ediakarija (pred 600 milijoni let) do devona (pred 360 milijoni let) in je bil med Baltikom in Lavrazijo na severu in Gondvano na jugu. Oceana Tetida ne smemo zamenjati z oceanom Reik, ki je bil zahodno od njega v silurju. Severno od morja Tetida je bila masa zemlje imenovana Angara in južno od nje Gondvana.